# Coppa Italia 1998-1999 (hockey su pista)
La Coppa Italia 1998-1999 è stata la 30ª edizione della principale coppa nazionale italiana di hockey su pista. La manifestazione è iniziata il 26 settembre 1998 si è conclusa il 5 gennaio 1999.
Il trofeo è stato conquistato dal Novara per la diciassettesima volta nella sua storia.

## Formula
Al torneo hanno preso parte tutte le 12 formazioni iscritte al massimo campionato. Le formazioni sono state divise in quattro gironi all'italiana di tre squadre ciascuno. Ogni girone si è svolto con partite di sola andata in sede unica, sul campo di gioco della società miglior offerente.
La prima e la seconda classificata di ogni raggruppamento si è qualificata per i gironi di della seconda fase (due gruppi di quattro squadre ciascuno), che si sono svolti con la medesima formula. Tutti gli incontri delle prime due fasi sono stati disputati sulla durata di 40 minuti (anziché i canonici 50).
Le prime due classificate dei gironi della seconda fase si sono affrontate nella final four per l'assegnazione del trofeo.

## Squadre partecipanti
| - Amatori Vercelli - Bassano - Breganze - Forte dei Marmi - Marzotto Valdagno - Modena | - Novara - Prato Primavera - Roller Salerno - Scandianese - Sporting 93 Lodi - Trissino |

## Risultati

### Prima fase a gironi

#### Girone A
Il girone A fu disputato il 26 settembre 1998.
| Squadra     | Pt | G | V | N | P | GF | GS | DG |
| ----------- | -- | - | - | - | - | -- | -- | -- |
| Novara      | 4  | 2 | 1 | 1 | 0 | 7  | 2  | +5 |
| Scandianese | 4  | 2 | 1 | 1 | 0 | 5  | 3  | +2 |
| Modena      | 0  | 2 | 0 | 0 | 2 | 3  | 10 | -7 |

| 26 settembre 1998 | Novara | 1 – 1 | Scandianese |  |

| 26 settembre 1998 | Modena | 2 – 4 | Scandianese |  |

| 26 settembre 1998 | Modena | 1 – 6 | Novara |  |

#### Girone B
Il girone B fu disputato il 26 settembre 1998.
| Squadra         | Pt | G | V | N | P | GF | GS | DG |
| --------------- | -- | - | - | - | - | -- | -- | -- |
| Forte dei Marmi | 2  | 2 | 0 | 2 | 0 | 11 | 11 | 0  |
| Roller Salerno  | 2  | 2 | 0 | 2 | 0 | 7  | 7  | 0  |
| Prato Primavera | 2  | 2 | 0 | 2 | 0 | 6  | 6  | 0  |

| 26 settembre 1998 | Roller Salerno | 1 – 1 | Prato Primavera |  |

| 26 settembre 1998 | Prato Primavera | 5 – 5 | Forte dei Marmi |  |

| 26 settembre 1998 | Roller Salerno | 6 – 6 | Forte dei Marmi |  |

#### Girone C
Il girone C fu disputato il 26 settembre 1998.
| Squadra  | Pt | G | V | N | P | GF | GS | DG |
| -------- | -- | - | - | - | - | -- | -- | -- |
| Trissino | 6  | 2 | 2 | 0 | 0 | 6  | 4  | +2 |
| Bassano  | 3  | 2 | 1 | 0 | 1 | 6  | 6  | 0  |
| Breganze | 0  | 2 | 0 | 0 | 2 | 5  | 7  | -2 |

| 26 settembre 1998 | Bassano | 2 – 3 | Trissino |  |

| 26 settembre 1998 | Breganze | 2 – 3 | Trissino |  |

| 26 settembre 1998 | Bassano | 4 – 3 | Breganze |  |

#### Girone D
Il girone D fu disputato il 26 settembre 1998.
| Squadra           | Pt | G | V | N | P | GF | GS | DG |
| ----------------- | -- | - | - | - | - | -- | -- | -- |
| Amatori Vercelli  | 6  | 2 | 2 | 0 | 0 | 12 | 5  | +7 |
| Sporting 93 Lodi  | 3  | 2 | 1 | 0 | 1 | 8  | 8  | 0  |
| Marzotto Valdagno | 0  | 2 | 0 | 0 | 2 | 4  | 11 | -7 |

| 26 settembre 1998 | Amatori Vercelli | 6 – 3 | Sporting 93 Lodi |  |

| 26 settembre 1998 | Sporting 93 Lodi | 5 – 2 | Marzotto Valdagno |  |

| 26 settembre 1998 | Amatori Vercelli | 6 – 2 | Marzotto Valdagno |  |

### Seconda fase a gironi

#### Girone A
Il girone A fu disputato dal 9 al 10 ottobre 1998.
| Squadra          | Pt | G | V | N | P | GF | GS | DG |
| ---------------- | -- | - | - | - | - | -- | -- | -- |
| Novara           | 9  | 3 | 3 | 0 | 0 | 17 | 8  | +9 |
| Roller Salerno   | 4  | 3 | 1 | 1 | 1 | 8  | 7  | +1 |
| Trissino         | 3  | 3 | 1 | 0 | 2 | 12 | 15 | -3 |
| Sporting 93 Lodi | 1  | 3 | 0 | 1 | 2 | 7  | 14 | -7 |

| 9 ottobre 1998 | Trissino | 2 – 5 | Roller Salerno |  |

| 9 ottobre 1998 | Sporting 93 Lodi | 2 – 7 | Novara |  |

| 10 ottobre 1998 | Sporting 93 Lodi | 3 – 5 | Trissino |  |

| 10 ottobre 1998 | Novara | 3 – 1 | Roller Salerno |  |

| 10 ottobre 1998 | Sporting 93 Lodi | 2 – 2 | Roller Salerno |  |

| 10 ottobre 1998 | Novara | 7 – 5 | Trissino |  |

#### Girone B
Il girone B fu disputato dal 9 al 10 ottobre 1998.
| Squadra          | Pt | G | V | N | P | GF | GS | DG  |
| ---------------- | -- | - | - | - | - | -- | -- | --- |
| Amatori Vercelli | 7  | 3 | 2 | 1 | 0 | 21 | 6  | +15 |
| Scandianese      | 7  | 3 | 2 | 1 | 0 | 14 | 10 | +4  |
| Bassano          | 3  | 3 | 1 | 0 | 2 | 12 | 12 | 0   |
| Forte dei Marmi  | 0  | 3 | 0 | 0 | 3 | 7  | 26 | -19 |

| 9 ottobre 1998 | Amatori Vercelli | 3 – 3 | Scandianese |  |

| 9 ottobre 1998 | Bassano | 8 – 1 | Forte dei Marmi |  |

| 10 ottobre 1998 | Amatori Vercelli | 12 – 2 | Forte dei Marmi |  |

| 10 ottobre 1998 | Bassano | 3 – 5 | Scandianese |  |

| 10 ottobre 1998 | Forte dei Marmi | 4 – 6 | Scandianese |  |

| 10 ottobre 1998 | Amatori Vercelli | 6 – 1 | Bassano |  |

### Final Four
La Final Four della manifestazione si sono disputate nei giorni 4 e 5 gennaio 1999 a Vercelli.

#### Tabellone
|  | Semifinali       | Semifinali       | Semifinali     |                |        | Finale 1º/2º posto | Finale 1º/2º posto | Finale 1º/2º posto |  |
|  |                  |                  |                |                |        |                    |                    |                    |  |
|  | Novara           | Novara           | 3              |                |        |                    |                    |                    |  |
|  | Novara           | Novara           | 3              |                |        |                    |                    |                    |  |
|  | Scandianese      | Scandianese      | 2              |                |        |                    |                    |                    |  |
|  | Scandianese      | Scandianese      | 2              |                | Novara | Novara             | 4                  |                    |  |
|  |                  |                  |                |                | Novara | Novara             | 4                  |                    |  |
|  |                  |                  | Roller Salerno | Roller Salerno | 0      |                    |                    |                    |  |
|  | Amatori Vercelli | Amatori Vercelli | Roller Salerno | Roller Salerno | 0      | 1                  |                    |                    |  |
|  | Amatori Vercelli | Amatori Vercelli |                |                |        | 1                  |                    |                    |  |
|  | Roller Salerno   | Roller Salerno   | 4              |                |        | Finale 3º/4º posto | Finale 3º/4º posto | Finale 3º/4º posto |  |
|  | Roller Salerno   | Roller Salerno   | 4              |                |        |                    |                    |                    |  |
|  |                  |                  |                |                |        |                    |                    |                    |  |
|  |                  |                  |                |                |        | Amatori Vercelli   | Amatori Vercelli   | 4                  |  |
|  |                  |                  |                |                |        | Amatori Vercelli   | Amatori Vercelli   | 4                  |  |
|  |                  |                  |                |                |        | Scandianese        | Scandianese        | 3                  |  |

#### Semifinali
| Vercelli 4 gennaio 1999 | Novara | 3 – 2 | Scandianese | PalaPregnolato |

| Vercelli 4 gennaio 1999 | Amatori Vercelli | 1 – 4 | Roller Salerno | PalaPregnolato |

#### Finale 3º/4º posto
| Vercelli 5 gennaio 1999 | Amatori Vercelli | 4 – 3 | Scandianese | PalaPregnolato |

#### Finale 1º/2º posto
| Vercelli 5 gennaio 1999                                                             | Novara    | 4 – 0 | Roller Salerno | PalaPregnolato |
| \| \| \| \| \| Ale. Michielon 7'04" 30'52" 38'44" Orlandi 37'55" \| Marcatori \| \| |           |       |                |                |
|                                                                                     |           |       |                |                |
| Ale. Michielon 7'04" 30'52" 38'44" Orlandi 37'55"                                   | Marcatori |       |                |                |